# Kulmbach-klassen
Kulmbach-klassen (Type 333) var en type af minerydningsfartøjer. Klassen opstod som et resultatet af ombygningen af minestrygerne af Hameln-klassen, der dermed blev opdelt i to klasser, den anden klasse bliver benævnt Ensdorf-klassen. Skibene brugte sin sonar til at finde minelignende genstande og derefter Seefuchs undervandsdroner til at verificere om der er tale om en mine. Hvis der var tale om en mine, ville enten undervandsdronen eller en minedykker lægge en sprængladning tæt på minen, trække sig på sikker afstand, for derefter at bortsprænge minen.
Kulmbach-klassen hørte til 3. MCM-eskadre (3. Minensuchgeschwader) i Kiel.
| Pnt.  | Navn      | Kølen lagt         | Søsat              | Indgået            | Skæbne                               | Kaldesignal |
| ----- | --------- | ------------------ | ------------------ | ------------------ | ------------------------------------ | ----------- |
| M1091 | Kulmbach  | 14. september 1987 | 15. juni 1989      | 24. april 1990     | Udgået 28. marts 2012, afventer salg | DRFN        |
| M1095 | Überherrn | 15. december 1986  | 30. august 1988    | 19. september 1989 | Udgået 30. juni 2016                 | DRFR        |
| M1096 | Passau    | 1. juli 1988       | 1. marts 1990      | 18. december 1990  | Udgået 27. september 2013            | DRFO        |
| M1097 | Laboe     | 2. marts 1987      | 13. september 1988 | 7. december 1989   | Udgået 28. marts 2012, afventer salg | DRFT        |
| M1099 | Herten    | 16. juli 1988      | 22. december 1989  | 26 december 1991   | Udgået 30. juni 2016                 | DRFL        |

## Eksterne links
- Marine-portaits.de: Kulmbach-klassen (tysk)
- Deutsche Marine: Kulmbach-klassen (tysk)
- Navynuts: German navy (Webside ikke længere tilgængelig) (engelsk)